# Francis Frith
Francis Frith, né le 7 octobre 1822 et mort le 25 février 1898, est un photographe et entrepreneur britannique. Il fonde en 1860 la société Francis Frith & Co avec pour objectif de photographier chaque ville et village de Grande Bretagne ; elle devient rapidement une des plus grandes maisons d'édition photographique au monde, avec une collection de 330000 négatifs.

## Biographie
Francis Frith naît le 7 octobre 1822 dans le Derbyshire au sein d'une famille de commerçants quaker. Il fréquente les écoles quakers d'Ackworth et de Quaker Camp Hill à Birmingham vers 1828-1838, puis suit un apprentissage en coutellerie, avant de devenir un épicier prospère à Liverpool. Il se forme à la photographie et ouvre en 1850 un studio photographique à Liverpool sous le nom de Frith & Hayward ; il est l'un des membres fondateurs de la Liverpool Photographic Society.
Frith vend son entreprise en 1855 et se consacre entièrement à la photographie ; il expose en janvier 1856 ses photographies à la Photographic Society of London et prend des contacts avec la firme Negretti & Zambra,. 
Il se rend au Moyen-Orient à trois reprises entre 1856 et 1860, en emportant avec lui trois appareils photo à plaque de verre, et utilise le procédé au collodion, ce qui représente une prouesse technique majeure dans des conditions de chaleur et de poussière.

## Publications
- Egypt and Palestine. Photographed and described by Francis Frith, Londres, James S. Virtue, vers  1857, 2 vol. (40 p. et 37 pl., 42 p. et 38 pl.) illustrés de 75 photographies positives sur papier albuminé d'après des négatifs sur verre au collodion (Vol. 1 et Vol. 2 en ligne sur Gallica).

## Collections publiques
- Musée Ludwig, Cologne, Allemagne.
- Photo Élysée, Lausanne, Suisse.
- Museum of Modern Art (MoMA), New York, États-Unis[3].

## Expositions
- 2006 : Antiquity and photography : early views of ancient Mediterranean sites, Villa Getty, Malibu[4]

photographies de : Joseph-Philibert Girault de Prangey, Maxime Du Camp, John Beasley Greene, Félix Teynard, Gustave Le Gray, Francis Frith, William James Stillman, Robert Macpherson, Giorgio Sommer, Tommaso Cuccioni.
- 2008 : Focus Orient : الشرق : محور الشرق - Orientalist photography from the late 19th and early 20th centuries : a selection from the Thomas Walther collection, Sharjah Art Museum (en), Charjah[5]

photographies d'Émile Béchard, Pascal Sébah, Tancrède Dumas, Frères Zangaki, Wilhelm Hammerschmidt, Félix Teynard, Francis Frith, Hippolyte Arnoux, Félix Bonfils, Gabriel Lekegian, Jean Geiser, Constant Alexandre Famin, Cosmi Sebah, Ludovico Hart, Alexandre Bougault, Lehnert & Landrock, Neurdein, Guillaume Berggren (de), A. Cavilla.
- 6 mai - 26 juin 2021 : Views of Luxembourg and the 'Orient' : Francis Frith and Victorian photography, Bibliothèque nationale du Luxembourg[6].